# Норвегия на летних Олимпийских играх 2008
Норвегия принимала участие в Летних Олимпийских играх 2008 года в Пекине (Китай) в двадцать третий раз за свою историю, и завоевала три золотые, пять серебряных и одну бронзовую медали. 

## Медалисты
| Медаль  | Спортсмен             | Вид спорта                  | Дисциплина                         |
| ------- | --------------------- | --------------------------- | ---------------------------------- |
| Золото  | Андреас Торкильдсен   | Лёгкая атлетика             | Мужчины, метание копья             |
| Золото  | Команда               | Гандбол                     | Женщины                            |
| Золото  | Олаф Туфте            | Академическая гребля        | Мужчины, одиночки                  |
| Серебро | Нина Сольхейм         | Тхэквондо                   | Женщины, свыше 67 кг               |
| Серебро | Александр Дале Оен    | Плавание                    | Мужчины, 100 м брассом             |
| Серебро | Туре Бровольд         | Стрельба                    | Мужчины, скит                      |
| Серебро | Хьерсти Тюссе Плетцер | Лёгкая атлетика             | Женщины, ходьба 20 км              |
| Серебро | Эйрик Верос Ларсен    | Гребля на байдарках и каноэ | Мужчины, байдарка-одиночка, 1000 м |
| Бронза  | Сара Норденстам       | Плавание                    | Женщины, 200 м брассом             |

## Результаты соревнований

### Академическая гребля
В следующий раунд из каждого заезда проходили несколько лучших экипажей (в зависимости от дисциплины). В финал A выходили 6 сильнейших экипажей, остальные разыгрывали места в утешительных финалах B-F.
Мужчины
| Соревнование | Спортсмены | Предварительный заезд | Предварительный заезд | Предварительный заезд | Отборочный заезд | Отборочный заезд | Отборочный заезд | Четвертьфинал | Четвертьфинал | Четвертьфинал | Полуфинал     | Полуфинал     | Полуфинал     | Финал   | Финал   | Итоговое место |
| Соревнование | Спортсмены | Заезд                 | Время                 | Место                 | Заезд            | Время            | Место            | Заезд         | Время         | Место         | Заезд         | Время         | Место         | Время   | Место   | Итоговое место |
| ------------ | ---------- | --------------------- | --------------------- | --------------------- | ---------------- | ---------------- | ---------------- | ------------- | ------------- | ------------- | ------------- | ------------- | ------------- | ------- | ------- | -------------- |
| одиночки     | Олаф Туфте | 6                     | 7:20,20               | 1 Q                   | Не проводится    | Не проводится    | Не проводится    | 2             | 6:53,59       | 1 Q           | Полуфинал A/B | Полуфинал A/B | Полуфинал A/B | Финал A | Финал A | 1              |
| одиночки     | Олаф Туфте | 6                     | 7:20,20               | 1 Q                   | Не проводится    | Не проводится    | Не проводится    | 2             | 6:53,59       | 1 Q           | 1             | 6:58,23       | 2 Q           | 6:59,83 | 1       | 1              |